# Okultacija
Okultacija (lat. occultatio: sakrivanje, prikrivanje, tajenje) je astronomska pojava na nebu pri kojoj je jedno nebesko tijelo zakriveno drugim, na primjer zvijezde Mjesecom ili prirodni sateliti matičnim planetom. Povijesnu su važnost imale okultacije Jupiterom njegovih četiriju najvećih satelita, koje su služile za mjerenje vremena. Na temelju okultacije zvijezda planetoidom može se odrediti veličina i oblik planetoida, oblik kojih teleskopi ne mogu izravno snimiti. I pomrčine se ubrajaju u okultacije.

## Primjeri okultacije
Okultacije mogu biti prijelazi (tranzit) i pomrčine (eklipse). Prijelazi se odnose na slučajeve u kojima je bliže tijelo prividno ili stvarno manje od udaljenijeg, za što je primjer prolaz Merkura ili Venere preko Sunca. Pomrčine uglavnom predstavljaju događaje kada se tijelo kreće u sjeni drugog, kao što je pomrčina Sunca ili pomrčina Mjeseca - u prvom slučaju Mjesec kreće u Zemljinu sjenu, dok je u drugom slučaju prividni promjer Mjeseca jednak Sunčevom, tako da Mjesec u cijelosti ili djelomično prikriva Sunce. Sva tri događaja su vidljivi rezultat sizigije.

### Astronomska metoda mjerenja brzine svjetlosti
Ole Rømer je 1675. ustanovio da trenuci opažanja okultacija (kad se nebesko tijelo, gledano sa Zemlje, skriva iza drugog) Jupiterovih satelita (primjer je Io) ovise o brzini širenja svjetlosti. Do tada se smatralo da se svjetlost prenosi s beskonačnom brzinom. Kada se Zemlja nalazi u položaju 1. (vidi sliku dolje), promatrač nalazi da do okultacija dolazi u jednakim vremenskim razmacima, tada se Zemlja niti približava niti udaljava od Jupitera. U položaju 2. Zemlja se udaljava od Jupitera, a promatrač nalazi da trenuci okultacije kasne. Razlog je u tome što je svjetlosti potrebno dodatno vrijeme da prevali povećanu udaljenost do Zemlje. Zamislimo da smo najprije promatrali okultacije u položaju 1., te da smo se premjestili zajedno sa Zemljom u položaj 3., a da putem nismo promatrali okultacije! Znajući u kojim su se razmacima vremena okultacije pojavljivale u položaju 1., predvidjeli bismo vrijeme okultacije kada se nađemo u položaju 3. No do nje ne bi dolazilo još toliko vremena koliko je svjetlosti potrebno da prevali udaljenost od položaja Zemlje 1. do položaja Zemlje 3, a to je duljina 2a. Rømer je izmjerio da ukupno kašnjenje iznosi oko t = 1 000 sekundi. Za brzinu svjetlosti izlazi:
{\displaystyle c={\frac {2a}{t}}\!}
gdje je: c – brzina svjetlosti, a – udaljenost Zemlje od Sunca, t – vrijeme kašnjenja svjetlosti.
Brojčana vrijednost brzine svjetlosti izravno ovisi o točnosti s kojom je poznata srednja udaljenost do Sunca (u ono vrijeme poznata kao 140 milijuna kilometara). Zapazimo da omjer brzine svjetlosti i brzine Zemlje ne ovisi o srednjoj udaljenosti do Sunca. Naime, kako je brzina gibanja Zemlje po stazi jednaka v = 2aπ / Z, gdje je Z siderička godina, to je:
{\displaystyle {\frac {c}{v}}\,=\,{\frac {Z}{t\cdot \pi }}\!}
gdje je: c – brzina svjetlosti, v = brzina gibanja Zemlje, a – udaljenost Zemlje od Sunca, Z - siderička godina Zemlje, π = 3.14, t – vrijeme kašnjenja svjetlosti.
Rømer je vršio mjerenja oko 8 godina i omjer c : v je izašao oko 7600. Današnje vrijednosti su 299 792 km/s : 29.8 km/s ≈ 10,100. Ustvari Rømer nije napravio nikakav proračun i nije procijenio brzinu svjetlosti. Na osnovu njegovih mjerenja to je obavio Christiaan Huygens i on je dobio za oko 25% manju vrijednost nego što su današnja mjerenja. Značajno je da je Rømer dokazao da je brzina svjetlosti konačna. Njegovi rezultati nisu u početku prihvaćeni sve dok James Bradley 1727. nije otkrio aberaciju svjetlosti. 1809. francuski astronom Jean-Baptiste Joseph Delambre je ponovio Rømerova mjerenja, koja su tada obavljena s mnogo točnijim mjernim instrumentima i dobio za brzinu svjetlosti oko 300 000 km/s. On je ustvari izmjerio da svjetlost putuje sa Sunca do Zemlje 8 minuta i 12 sekundi (stvarna vrijednost je 8 minuta i 19 sekundi).

## Popis okultacija i tranzita
Navode se okultacije, odnosno tranziti planeta Sunčevog sustava i zvijezda između 1800. i 2100.
| datum               | sat (UT) | planet ispred | nebesko tijelo iza              |
| ------------------- | -------- | ------------- | ------------------------------- |
| 9. prosinca 1802.   | 7:36     | Merkur        | Akrab (β Sco)                   |
| 9. prosinca 1808.   | 20:34    | Merkur        | Saturn                          |
| 22. prosinca 1810.  | 6:32     | Venera        | Nergal (ξ² Sag)                 |
| 3. siječnja 1818.   | 21:52    | Venera        | Jupiter                         |
| 11. srpnja 1825.    | 9:10     | Venera        | δ Bika (δ¹ Tau)                 |
| 11. srpnja 1837.    | 12:50    | Merkur        | Propus (η Gem)                  |
| 9. svibnja 1841.    | 19:35    | Venera        | Elektra (17 Tau)                |
| 27. rujna 1843.     | 18:00    | Venera        | Zavija (η Vir)                  |
| 16. prosinca 1850.  | 11:28    | Merkur        | Kaus Borealis (λ Sag)           |
| 22. svibnja 1855.   | 5:04     | Venera        | Mebsuta (ε Gem)                 |
| 30. lipnja 1857.    | 0:25     | Saturn        | Vasat (δ Gem)                   |
| 5. prosinca 1865.   | 14:20    | Merkur        | Kaus Borealis (λ Sag)           |
| 28. veljače 1876.   | 5:13     | Jupiter       | Akrab (β Sco)                   |
| 7. lipnja 1881.     | 20:54    | Merkur        | Mebsuta (ε Gem)                 |
| 9. prosinca 1906.   | 17:40    | Venera        | Akrab (β Sco)                   |
| 27. srpnja 1910.    | 2:53     | Venera        | Propus (η Gem)                  |
| 10. lipnja 1940.    | 2:21     | Merkur        | Mebsuta (ε Gem)                 |
| 25. listopada 1947. | 1:45     | Venera        | Zuben el genub (α Lib)          |
| 7. srpnja 1959.     | 14:30    | Venera        | Regul (α Leo)                   |
| 27. rujna 1965.     | 15:31    | Merkur        | Eta Virginis                    |
| 13. svibnja 1971.   | 20:00    | Jupiter       | Akrab (β Sco) (obje komponente) |
| 8. travnja 1976.    | 1:00     | Mars          | Mebsuta (ε Gem)                 |
| 17. studenog 1981.  | 14:27    | Venera        | Nunki (σ Sgr)                   |
| 19. studenog 1984.  | 1:32     | Venera        | Kaus Borealis (λ Sag)           |
| 17. veljače 2035.   | 15:19    | Venera        | Albaldah (π Sag)                |
| 11. listopada 2044. | 22:00    | Venera        | Regul (α Leo)                   |
| 23. veljače 2046.   | 19:24    | Venera        | Kapa (ρ¹ Sag)                   |
| 10. studenog 2052.  | 7:20     | Merkur        | Zuben el genub (α Lib)          |
| 22. studenog 2065.  | 12:45    | Venera        | Jupiter                         |
| 15. srpnja 2067.    | 11:56    | Merkur        | Neptun                          |
| 3. listopada 2078.  | 22:00    | Mars          | Imad (θ Oph)                    |
| 11. kolovoza 2079.  | 1:30     | Merkur        | Mars                            |
| 27. listopada 2088. | 13:43    | Merkur        | Jupiter                         |
| 7. travnja 2094.    | 10:48    | Merkur        | Jupiter                         |